# جان چفی
جان چفی (به انگلیسی: John Chafee) سناتور سابق عضو حزب جمهوری‌خواه ایالات متحده آمریکا بود. وی در سال ۱۹۷۶ تا ۱۹۹۹ میلادی سناتور ایالت رود آیلند در سنای ایالات متحده آمریکا بود.